# Cartago (Costa Rica)

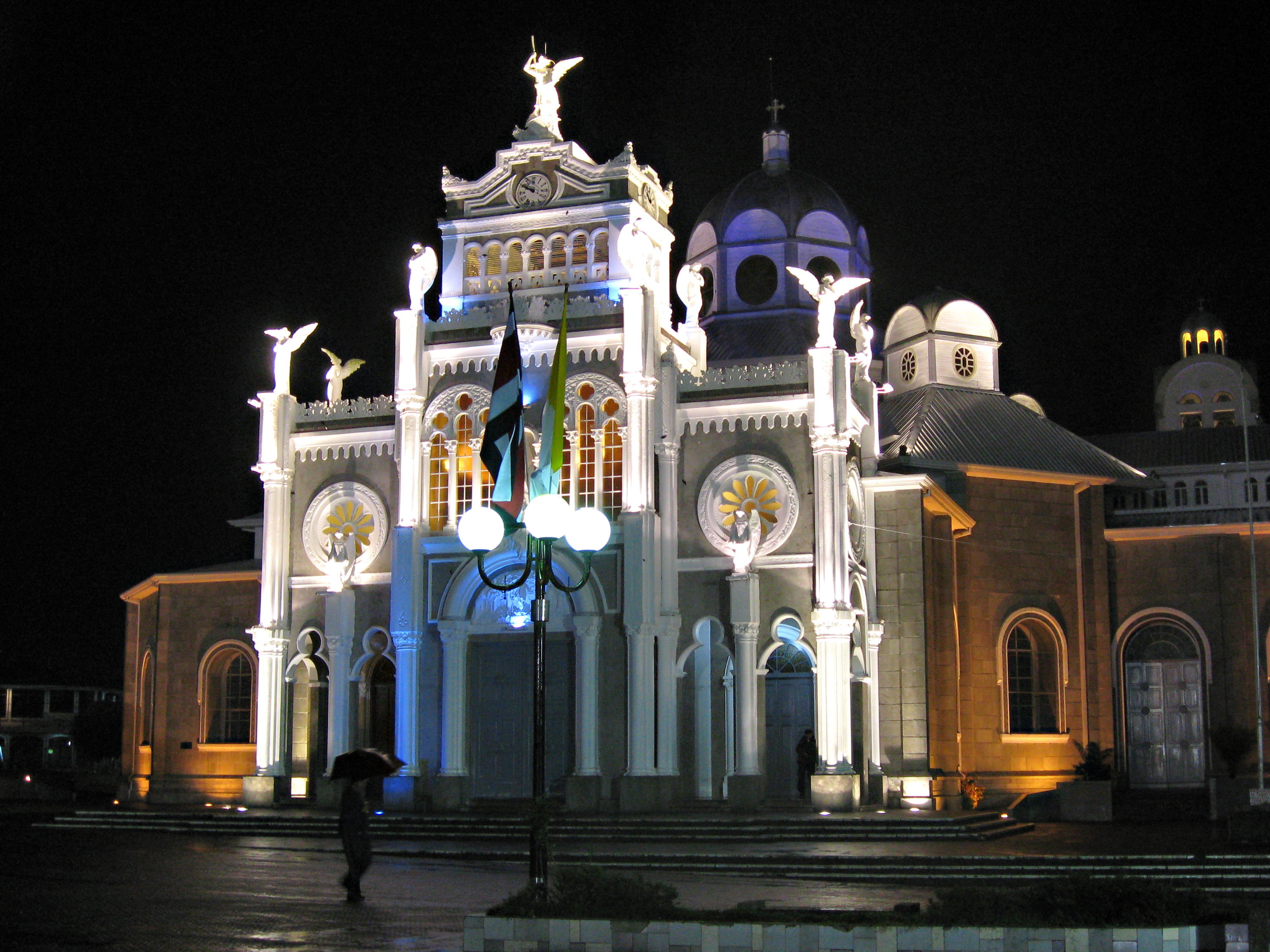
Vista nocturna de la Basílica de Nuestra Señora de los Ángeles.

Cartago és una ciutat costa-riquenya, capital del cantó i de la província homònima. El seu nucli urbà mesura 1252.58 km² i inclou els districtes del Carmen, San Nicolás, Aguacaliente, Guadalupe i Dulce Nombre del cantó central, així com el districte de Sant Rafael (Oreamuno).
El centre de la ciutat està dividit en dues parts: districte Oriental, de 2.39 km² amb 13,467 habitants (2012) i districte Occidental, de 1.99 km² amb 9,898 habitants (2012). Allà es concentra la major part dels comerços, l'ajuntament, les Ruïnes de Santiago Apòstol, la Basílica de la Mare de Déu dels Àngels i el Col·legi de San Luís Gonzaga el qual és, per la seva antiguitat, la primera institució d'ensenyament secundari del país, a més, es troba el Museu de Cartago i l'Institut Tecnològic de Costa Rica, la segona universitat més important de Costa Rica.
La seva àrea metropolitana està conformada també pels districtes de Santa Llúcia, Paradís i El Tejar (El Guarco). La població d'aquesta àrea és d'uns 300.000 habitants, el que la converteix en la segona major aglomeració urbana del país, només superada per la de Sant José, capital de la República.
La ciutat es troba localitzada a la Vall del Guarco, a la regió central de Costa Rica. Geogràficament està a una altitud d'1,435 m sobre el nivell del mar, a la falda del Volcà Irazú, a 24 km al sud-est de la ciutat de San José. Particularment es pot definir el clima cartaginès com tropical humit, modificat per l'altura i per la presència de les muntanyes. Encara que en general se li cataloga com temperat.
La Ciutat de Cartago va ser fundada el 1563 pel conquistador espanyol Juan Vázquez de Coronado, fungió com a capital de Costa Rica fins a 1823 i va ser seu de la primera cort internacional permanent de la història mundial, la Cort de Cartago. Aquí es van assentar les primeres famílies espanyoles i els seus governadors.
A Cartago es troba una de les zones de parcs industrials més grans del país.